# Xã Providence, Quận Lucas, Ohio
Xã Providence (tiếng Anh: Providence Township) là một xã thuộc quận Lucas, tiểu bang Ohio, Hoa Kỳ. Năm 2010, dân số của xã này là 3.361 người.